# Pat McFadden

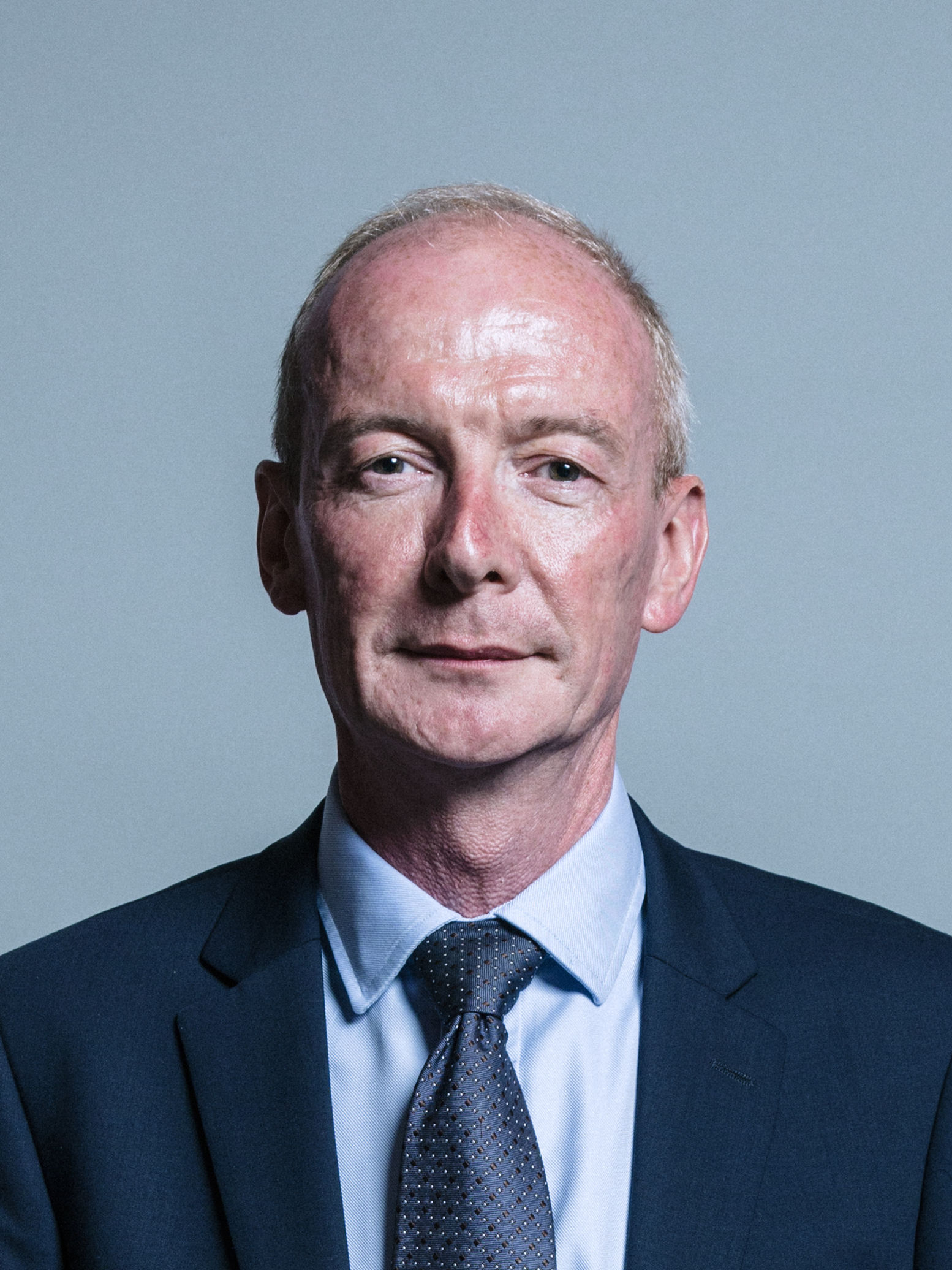
Pat McFadden

Patrick Bosco McFadden (* 26. März 1965 in Glasgow, Schottland) ist ein britischer Politiker der Labour-Partei und derzeitiger Kanzler des Herzogtums Lancaster in der Regierung Starmer. Er ist Mitglied des Britischen Unterhauses seit 2005 und bekleidete seitdem einige Ämter in der ehemaligen Regierung Brown und den darauffolgenden Schattenregierungen.

## Frühes Leben
Patrick McFadden wurde am 26. März 1965 in Glasgow, Schottland als Sohn von Annie und James McFadden, beide Iren aus Falcarragh, Ulster, geboren. Seine schulische Ausbildung absolvierte er in Glasgow. Er studierte an der University of Edinburgh und schloss dieses mit einem Master of Arts ab.
Er war der Vorsitzende der Scottish Labour Students in 1986 bis 1987, nachdem er ein Forscher bei Donald Dewar wurde. Im Jahr 1993 verließ er seinen ehemaligen Beruf und wurde Redenschreiber und politischer Berater zum damaligen Vorsitzenden von Labour John Smith.
Bevor er ein Mitglied des Unterhauses wurde, war er in verschiedenen Beraterfunktionen für Tony Blair tätig und war dessen Political Secretary to the Prime Minister of the United Kingdom seit 2002.

## Politische Karriere
McFadden wurde als Mitglied des Unterhauses für Wolverhampton South East während der 2005 general election mit einer Mehrheit von 59,4 % der Stimmen gewählt.
2006 wurde er zum Parliamentary Secretary for the Cabinet Office und 2007 Minister of State im Department for Business, Enterprise and Regulatory Reform.
Er ist Mitglied des Geheimen Kronrates (Privy Council).
In der 2010 general election wurde McFadden wiedergewählt. Dies allerdings nur noch mit einer Mehrheit von 47,7 %.
Nach der Abwahl der Regierung Brown und dessen Rücktritt wurde er zum Shadow Business Secretary.
Im Jahr 2014 wurde er während der Umstrukturierung des Schattenkabinetts zum Schattenminister für Europa.
McFadden wurde in der 2015 general election wiedergewählt und konnte seine Mehrheit auf 53,3 % erhöhen.
Zwischen McFadden und Jeremy Corbyn gab es einige Auseinandersetzungen, die schließlich zu seinem Ausschluss aus dem Schattenkabinett führten.
McFadden stimmte für einen Austritt aus der EU, aber lehnte einen no deal Brexit ab.
Er wurde sowohl 2017 als auch 2019 wieder in Unterhaus gewählt.
Keir Starmer ernannte ihn 2020 zum Shadow Economic Secretary of the Treasury und dann 2021 zum Shadow Chief Secretary to the Treasury.
Im Jahr 2023 wurde er zum Shadow Chancellor of the Duchy of Lancaster und Labour Party National Campaign Coordinator.

## Chancellor of the Duchy of Lancaster (2024–heute)
Nach dem Sieg von Labour in der 2024 general election wurde er erneut ein Mitglied der Regierung im Kabinett Starmer als Kanzler des Herzogtums Lancaster.

## Privates
McFadden und seine Ehefrau, Marianna, haben einen Sohn und eine Tochter. Er ist ein Unterstützer von Celtic F.C.